# Halowe Mistrzostwa Europy w Lekkoatletyce 1974 – sztafeta 4 × 2 okrążenia kobiet
Sztafeta 4 × 2 okrążenia kobiet – jedna z konkurencji biegowych rozgrywanych podczas halowych lekkoatletycznych mistrzostw Europy w hali Scandinavium w Göteborgu. Rozegrano od razu bieg finałowy 10 marca 1974. Długość jednego okrążenia wynosiła 196 metrów. Zwyciężyła reprezentacja Szwecji. Tytułu zdobytego na poprzednich mistrzostwach nie broniła sztafeta Republiki Federalnej Niemiec. 

## Rezultaty

### Finał
Rozegrano od razu bieg finałowy, w którym wzięły udział 2 sztafety.

Opracowano na podstawie materiału źródłowego.
| Miejsce | Reprezentacja | Zawodniczki                                                             | Czas    |
| ------- | ------------- | ----------------------------------------------------------------------- | ------- |
| 1       | Szwecja       | Ann-Charlotte Hesse, Lena Fritzson, Ann-Margret Utterberg, Ann Larsson  | 3:38,15 |
| 2       | Bułgaria      | Rosica Pechliwanowa, Nikolina Szterewa, Sonia Zachariewa, Tonka Petrowa | 3:39,21 |